# Haarlemmermeeraansluiting

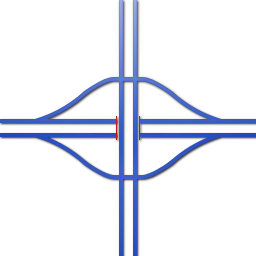
Schematische weergave van een haarlemmermeeraansluiting met 4 richtingen

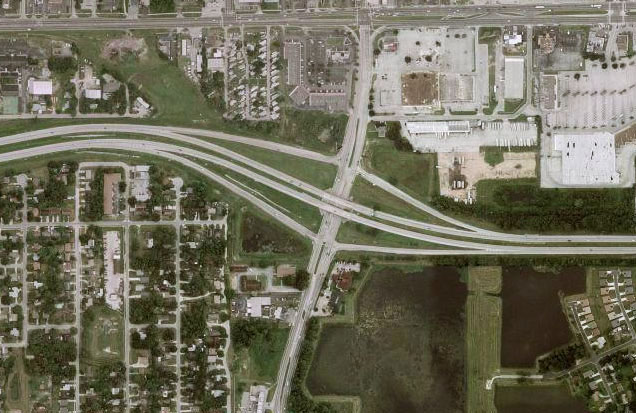
Typisch voorbeeld van een 'diamantaansluiting', hier in de VS

Een haarlemmermeeraansluiting of Hollands complex, ook diamantaansluiting, naar het Engels, is een veelvoorkomende ongelijkvloerse aansluiting van een autoweg op een autosnelweg.
De haarlemmermeeraansluiting ontleent zijn naam aan een aantal aansluitingen in de Haarlemmermeer. Daar werd in 1934 begonnen met de aanleg van de Haagweg (huidige traject A44, A4) waarbij bij meerdere aansluitingen dit type gebruikt is. In 1938 is de weg geopend.
De toe- en afritten liggen allemaal in het verlengde van de rijrichting op de autosnelweg.

## Naamgeving
In Duitsland wordt dit een Holländische Rampe genoemd, omdat hij eerst in Nederland werd toegepast. In België spreekt men om diezelfde reden van een 'Hollands Complex'. In de VS spreekt men van een Diamond Interchange, naar de vorm van het grondplan: diamond betekent niet alleen diamant maar ook ruit.

## Voor- en nadelen
Voordelen:
- Kleine oppervlakte
- Goed berijdbaar
- Overzichtelijk

Nadelen:
- Afrit-toeritconstructie is gevoelig voor file-ontduikers.
- Als knooppunt minder geschikt omdat een van de doorgaande wegen kruisend verkeer kent en het verkeer geregeld moet worden met verkeerslichten. Toch is dit type bijvoorbeeld toegepast bij knooppunt Hooipolder.

Gevlochten haarlemmermeeraansluiting · Haarlemmermeeraansluiting · Halfklaverbladaansluiting · Rechts-in, rechts-uit-aansluiting · Hondenbot · Ov(at)onde · Single-point urban interchange · Verkeersplein